# Étourdissement
Pour les articles homonymes, voir L'Étourdissement et Étourdissement avant abattage.
L'étourdissement désigne une instabilité de la perception visuelle. Le terme est cependant imprécis. Il peut se référer au vertige, à la présyncope, au déséquilibre, ou à une sensation non spécifique comme folie ou la perte de l'orientation. Il peut être d'origine vasculaire ou nerveuse, et peut, dans certains cas, préluder à la perte de connaissance.

## Diagnostic

### Anamnèse et examen clinique
Diagnostiquer la cause d'étourdissement peut être difficile, parce que les symptômes sont souvent peu spécifiques et le diagnostic différentiel est large. Cependant, quelques questions simples et des tests d'examen physique peuvent aider à réduire les diagnostics possibles.

## Épidémiologie
On estime que les médecins de soins primaires traitent pour plus de la moitié de tous les patients, qui se présentent avec des vertiges. Environ 20–30 % de la population mondiale rapporte avoir fait l'expérience d'étourdissements durant les années qui ont précédé.